# Вайнруб Матвій Григорович
Матвій Григорович Вайнруб (нар. 2 травня 1910, Борисов — пом. 2 лютого 1998, Київ) — радянський військовик, Герой Радянського Союзу (1945), у роки німецько-радянської війни командувач бронетанковими і механізованими військами 8-ї гвардійської армії 1-го Білоруського фронту.

## Біографія
Народився в місті Борисові нині Мінської області в єврейській родині робітника. Молодший брат Овсія Григоровича Вайнруба (також Герой Радянського Союзу).
У 1924—1929 роках працював склодувом на Борисовскому скляному заводі. У 1927 році закінчив 2 курсу робітфаку.
У РСЧА з 1929 року. У 1931 році закінчив Білоруську об'єднану військову школу, в 1941 році — Військову академію імені М. В. Фрунзе.
Учасник німецько-радянської війни з червня 1941 року. Воював у складі військ Західного, Південно-Західного, Сталінградського і 1-го Білоруського фронтів. Командував танковим полком. Як командувач бронетанковими силами 62-ї армії та заступник командарма В. І. Чуйкова.
М. Г. Вайнруб яскраво проявив себе в обороні Сталінграда. У ході Сталінградської битви підрозділи під його командуванням не допустили гітлерівців до Центральної залізничної станції, а потім зупинили наступ фашистських військ на цій ділянці фронту, він особисто керував атакою на «Будинок фахівців».
Командувач бронетанковими і механізованими військами 8-ї гвардійської армії (1-й Білоруський фронт) гвардії генерал-майор танкових військ Матвій Вайнруб особливо відзначився під час Вісло-Одерської наступальної операції, коли він уміло скерував бойові дії рухомої танкової групи по прориву оборони противника на лівому березі річки Вісли в районі польського міста Магнушев.
Указом Президії Верховної Ради СРСР від 6 квітня 1945 року за вміле командування довіреними військами і проявлені мужність і героїзм у боях з німецько-фашистськими загарбниками гвардії генерал-майору танкових військ Вайнрубу Матвію Григоровичу присвоєно звання Героя Радянського Союзу з врученням ордена Леніна і медалі «Золота Зірка» (№ 5175).
Після війни генерал Вайнруб був призначений заступником командувача Київським військовим округом. У 1951 році він закінчив Військову академію Генерального штабу, а в 1956 році заочно — Новосибірський індустріальний інститут.
З 1970 року генерал-лейтенант Вайнруб М. Г. у відставці. Жив у Києві, працював старшим науковим співробітником Українського Науково-дослідного інституту технічної інформації.
Помер 14 лютого 1998 року. Похований у Києві на Совському кладовищі.

## Почесні звання та вшанування пам'яті
М. Г. Вайнруб почесний громадянин міста Волгоград (Росія), Борисов (Білорусь), Познань (Польща).
У травні 2013 року в місті Ашдод (Ізраїль) було відкрито пам'ятник Героям Радянського Союзу братам Вайнруб.